# Alfréd Hajós
Pour les articles homonymes, voir Hajós (homonymie).
Dans le nom hongrois Hajós Alfréd, le nom de famille précède le prénom, mais cet article utilise l’ordre habituel en français Alfréd Hajós, où le prénom précède le nom.
Alfréd Hajós, né Arnold Guttmann le 1er février 1878 à Budapest et mort le 12 novembre 1955, est un nageur, athlète, footballeur et architecte hongrois. 
En tant que nageur, il est champion olympique lors des Jeux olympiques de 1896 à Athènes : le 11 avril 1896, dans le port du Pirée, il remporte le 100 m nage libre, la première course de natation des Jeux olympiques modernes. Le même jour, il remporte également le 1 200 m nage libre. 
Son lot de médailles autour du cou, il est placé entre Pierre de Coubertin et le roi Georges de Grèce. “Où avez-vous appris à si bien nager ?”, s’enquiert courtoisement le roi. “Dans l’eau”, répond Hajos. 
C'est encore l'époque du sport amateur et Hajos, étudiant en architecture, a bien du mal à se faire dispenser de cours pour les compétitions, et plus encore à réunir la somme nécessaire au voyage. Lorsqu’il rentre à Budapest, il est convoqué par son doyen : "Vos médailles m'indiffèrent, lui dit celui-ci et je suis impatient d’entendre vos réponses à votre prochain examen”. 
Hajós est également actif dans d'autres sports. En 1898, il est champion de Hongrie en athlétisme sur 100 m, 400 m haies et au lancer du disque. De plus, il participe aux championnats de Hongrie de football en 1901, 1902 et 1903 au Budapest Torna Club et il joue le tout premier match international de l'équipe nationale de football de Hongrie.

## Biographie
Né dans une famille juive à Budapest, avec comme nom Guttmann, il a 13 ans lorsqu'il décide de devenir un bon nageur, après la noyade de son père dans le Danube. Il choisit alors de porter le nom de "Hajós", qui signifie « marin » en hongrois pour sa carrière sportive.
Il est membre de l'équipe de Hongrie de football. Il joue le tout premier match de l'équipe nationale le 12 octobre 1902 en amical contre l'Autriche (défaite 0-5 à Vienne).
Il est sélectionneur de l'équipe nationale en 1906 pour 3 matchs.
Après sa carrière sportive, il est architecte, en Hongrie, et construit un certain nombre de stades, de piscines et d'écoles, dont le stade de Megyeri. En 1924, il remporte une médaille d'argent en architecture lors des Jeux olympiques de Paris.
Fin 1944, comme tous les Juifs de Budapest, il est enfermé dans le ghetto de la ville avec sa famille, mais en est rapidement extrait par la police hongroise, probablement sur l’intervention du fils de l’amiral Horthy qui a été arbitre de water-polo et dont il est l’idole. Il meurt en 1955, un an avant son petit-fils, tué au Pont des Chaînes pendant l’insurrection de Budapest.

## Palmarès

### Jeux olympiques d'été
- Jeux olympiques d'été de 1896 à Athènes[7]
  -  Médaille d'or sur 100 m nage libre
  -  Médaille d'or sur 1 200 m nage libre

- Jeux olympiques d'été de 1924 à Paris
  -  Médaille d'argent en Architecture, avec Dezső Lauber.